# Lata Mangeškar
Lata Mangeškar, maráthsky लता मंगेशकर (* 28. září 1929, Indaur, Indie - 6. února 2022, Bombaj) byla indická zpěvačka populární hudby, která se proslavila především playbackovým zpěvem v bollywoodských filmech. Nazpívala 50 000 písní do více než tisícovky indických filmů, v 36 indických i jiných jazycích, s převahou maráthštiny a hindštiny.
Pěveckou kariéru začala v roce 1942. Třikrát získala nejprestižnější indickou filmovou cenu Rajat Kamal. Roku 2001 obdržela nejvyšší civilní indické vyznamenání Bharat Ratna. Má přezdívku "Indická slavice". Její hlasový rozsah přesahoval tři oktávy.